# Один (гурт)
«Один» - український рок-гурт з Івано-Франківська.

## Історія
Гурт "ОДИН" сформувався як повноцінний колектив у 2005 році. Його ідейним засновником став теперішній лідер гурту Юрій Попов. Через його склад пройшло чимало музикантів.
Перше відео хлопці презентували ще у січні 2009 року. Це був кліп на пісню «За мрією». Друге відео булу випущено у лютому 2011. Кліп був відзнятий на пісню «Ангел не чує», тоді ОДИНівці випустили ще й дебютний ЕР, що так і називається «перший ЕР». У квітні 2012 світ побачив «другий ЕР».

## Стиль
Музичну стилістику гурту можна окреслити, як західноукраїнський[джерело?] альтернативний рок та емо.

## Склад
- Юрій Попов (вокал / гітара)
- Сергій Кротюк (ударні)
- Юрій Рекечук (бас)
- Валентин Жуленко (гітара/бек-вокал)

## Дискографія

### Альбоми
- «перший ЕР» (2011)
- «другий ЕР» (2012)
- «Без оболонки» (2013)

## Відеокліпи
- За мрією (2009)[2]
- Ангел не чує (2011)[3]
- Майже робот (2013)[4]